# 20 Pułk Artylerii Przeciwpancernej (III RP)
20 Pułk Artylerii Przeciwpancernej (20 pappanc) – oddział artylerii przeciwpancernej ludowego Wojska Polskiego i Sił Zbrojnych RP w latach 1967-2001.

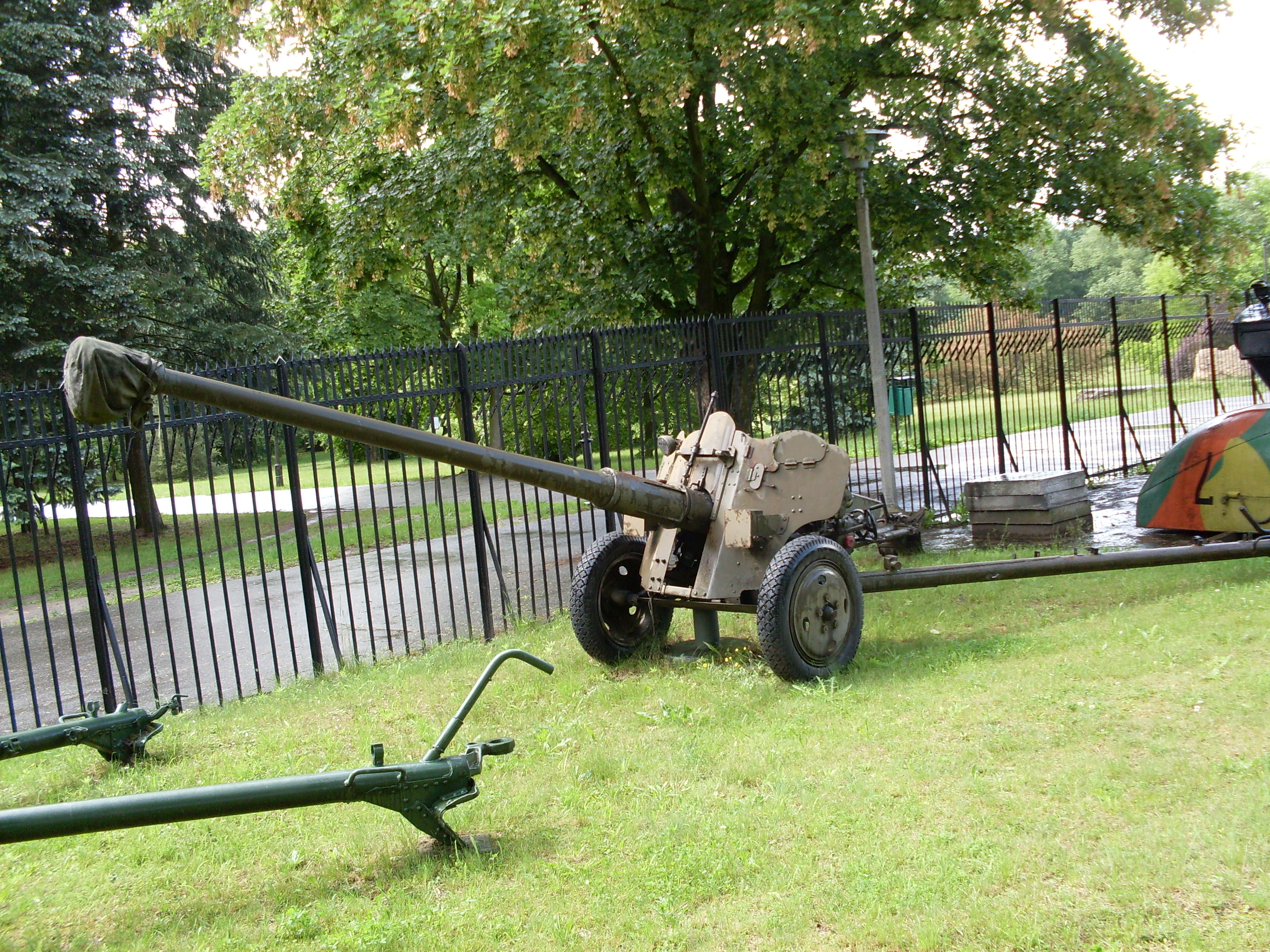
85 mm armata dywizyjna D-44

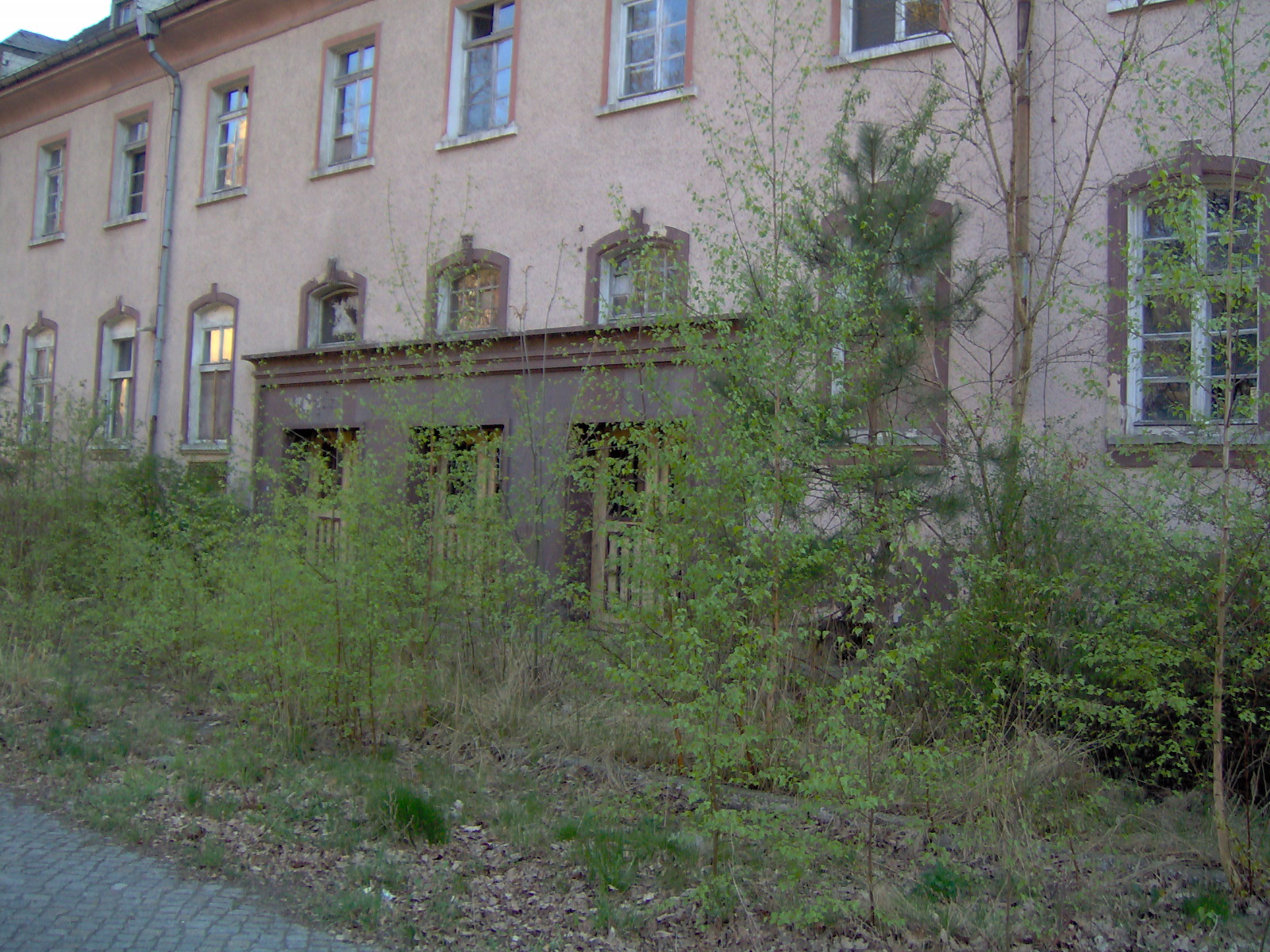
Stołówka żołnierska w Żarach.

W 1951 w garnizonie Pleszew sformowany został 156 Pułk Artylerii Przeciwpancernej. Jednostka wchodziła w skład 23 Brygady Artylerii Przeciwpancernej. W grudniu 1955, po rozformowaniu 23 BAPpanc, w skład oddziału włączono kadrę i sprzęt 110 i 144 Pułków Artylerii Przeciwpancernej. Równocześnie jednostka przeformowana została na nowy etat i podporządkowana dowódcy Śląskiego Okręgu Wojskowego we Wrocławiu.
20 grudnia 1957 zmieniony został numer jednostki wojskowej z "2712" na "1388"
18 stycznia 1958 pułk otrzymał sztandar nadany przez Radę Państwa.
30 września 1967 156 pappanc przyjął dziedzictwo tradycji i historyczną nazwę "20 Pułk Artylerii Przeciwpancernej ", a dzień 15 sierpnia ustanowiony został świętem pułku.
W sierpniu 1993 pułk podporządkowany został dowódcy 11 Dywizji Kawalerii Pancernej, a w listopadzie przeniesiony do garnizonu Żary. W terminie do 31 grudnia 2001 pułk został rozformowany.

## Dowódcy pułku
- płk dypl. Zygmunt Wnuk (1963-1967)
- płk dypl. Henryk Szafranowski (1967-1976)
- ppłk dypl. Michał Nowicki (1976-1979)
- płk dypl. Leon Załuska (1979-1983)
- płk dypl. Tadeusz Żuchowski (1983-1986)
- ppłk dypl. Florian Siekierski (1986-1995)
- ppłk dypl. Krzysztof Litwic (1995-1997)
- ppłk dypl. Andrzej Gogulski (1997-2001)